# Gouvernement Sagasta (7)
Le septième gouvernement Sagasta  est le gouvernement du royaume d'Espagne en fonction du 6 mars 1901 au 6 décembre 1902.
Il s'agit du quatrième gouvernement de la Restauration présidé par Práxedes Mateo Sagasta, fondateur et leader du Parti libéral fusionniste. Sagasta meurt un mois après avoir abandonné la présidence, âgé de 77 ans.

## Histoire

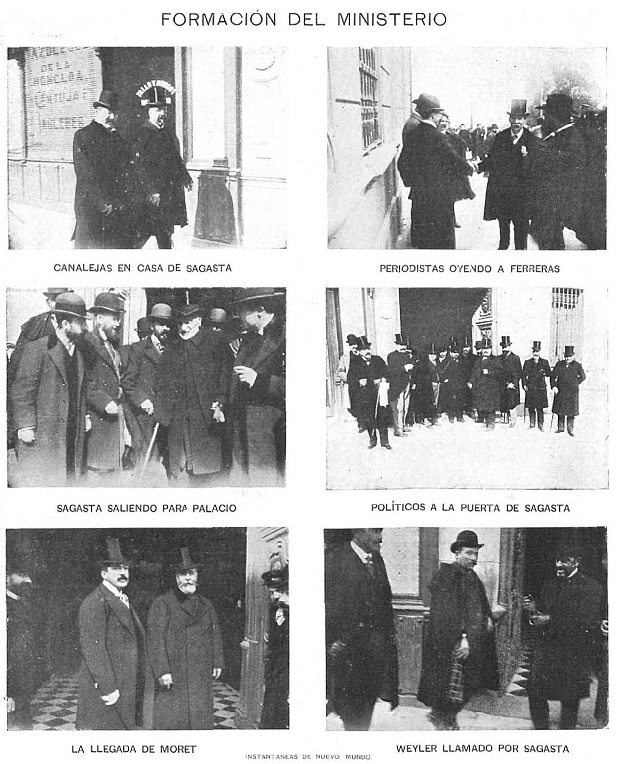
Formation du gouvernement de Sagasta de 1901.

Les désaccords internes — fondamentalement en conséquence de l’opposition du général 
Polavieja à la réduction des dépenses publiques imposée par Fernández Villaverde, incompatible avec sa demande de financement pour moderniser l’armée — finirent par provoquer la chute du gouvernement Silvela en octobre 1900. Le gouvernement présidé par le général Azcárraga Palmero qui lui succèda ne dura que cinq mois. En mars 1901, le libéral Sagasta prit la tête d’un nouvel exécutif. C'est au cours de ce gouvernement que le prince Alphonse de Bourbon est déclaré majeur de façon anticipée et entame son règne effectif, faisant suite à la régence de sa mère Marie-Christine d'Autriche.